# Вилка Мортона
Ви́лка Мо́ртона (англ. Morton's fork) — выражение (дилемма), описывающее ситуацию выбора между двумя одинаково неприятными альтернативами, или же ситуацию, в которой две ветви рассуждения ведут к одинаково неприятным выводам.
Исходно выражение появилось из-за политики сбора налогов, разработанной Джоном Мортоном, лордом-канцлером Англии в 1487 году в соответствии с законами Генриха VII (отменившего benevolences — поборы с населения под видом добровольного приношения, — но нуждавшегося в деньгах на войну с Францией). Его подход заключается в том, что если некто живёт в роскоши и, несомненно, тратит много денег на себя, то он, безусловно, обладает достаточным доходом, чтобы не жалеть его для короля. Если же кто-то живёт экономно, то у него, опять же, должны иметься деньги для передачи в казну, так как благодаря экономии он неизбежно накопил определённый излишек.
Эти два аргумента — как зубцы одной вилки, благоприятный выбор исключён вне зависимости от материальной обеспеченности.
Название «Вилка Мортона» также носит один из приёмов розыгрыша в бридже.